# Nordmarquesiska
Nordmarquesiska (eget namn: ʻEo ʻenana) är ett polynesiskt språk som talas i norra delen av Marquesasöarna i Franska Polynesien. Antal talare är cirka 5390. Nordmarquesiska delas i fyra huvuddialekter och språkets status anses vara skiftande. Språket är skilt från sydmarquesiska som talas i södra delen av Marquesasöarna.
Språket skrivs med latinska alfabetet. Nya testamentet översattes till nordmarquesiska år 1995.

## Fonologi
Fonologin här representeras av Ua Pous dialekt

### Konsonanter
|           | Labial | Alveolar | Velar | Glottal |
| --------- | ------ | -------- | ----- | ------- |
| Nasal     | m      | n        |       |         |
| Klusil    | p      | t        | k     | ʔ       |
| Frikativ  | v      |          |       | h       |
| Tremulant |        | r        |       |         |

Källa:

### Vokaler
|              | Främre | Central | Bakre |
| ------------ | ------ | ------- | ----- |
| Sluten       | i      |         | u     |
| Halvsluten   | ɪ      |         |       |
| Mellansluten | e      | ə       | o     |
| Halvöppen    | ɛ      | ə       | ʌ     |
| Öppen        |        |         | ɑ     |

Källa: